# 李东英
李东英（1920年12月14日—2020年9月22日），北京人，中国稀有金属冶金及材料专家，中国工程院院士，原国家有色金属工业局高级工程师，中国稀有金属工业创始人之一。

## 生平
1948年，毕业于北京辅仁大学获理学士学位。
1995年，当选中国工程院院士。
2020年9月22日在北京逝世，享年100岁。